# São Pedro de Tomar
São Pedro de Tomar es una freguesia portuguesa del concelho de Tomar, con 36,49 km² de superficie y 3.069 habitantes (2001). Su densidad de población es de 84,1 hab/km².